# Sergio Buenanueva
Sergio Osvaldo Buenanueva (ur. 19 grudnia 1963 w San Martín) – argentyński duchowny katolicki, biskup San Francisco od 2013.

## Życiorys
Święcenia kapłańskie otrzymał 28 września 1990 i inkardynowany został do archidiecezji Mendoza. Był m.in. sekretarzem arcybiskupim, wykładowcą szkoły diecezjalnej oraz rektorem seminarium.
16 lipca 2008 papież Benedykt XVI mianował go biskupem pomocniczym Mendozy ze stolicą tytularną Rusubbicari. Sakry biskupiej udzielił mu 27 września 2008 abp José María Arancibia.
31 maja 2013 mianowany przez Franciszka ordynariuszem diecezji San Francisco. Ingres odbył się 25 sierpnia 2013.